# Vårens gudinna
Vårens gudinna (engelska: The Goddess of Spring) är en amerikansk animerad kortfilm från 1934. Filmen ingår i Silly Symphonies-serien.

## Handling
Gudinnan Persefone lever ovan jord där evig vår råder. Pluton kidnappar henne och för henne till underjorden för att göra henne till sin drottning. Ovan jord övergår vår till vinter av hennes frånvaro. I underjorden spelas det musik och Pluton ger Persefone dyrbara gåvor, men hon är ändå ledsen. De blir båda förtvivlade och de kommer till slut överens om att hon ska tillbringa sex månader ovan jord och sex månader under.

## Om filmen
Filmens manus är skrivet av Bill Cottrell som baserat det på Demeterhymnen.
Filmen är en av de första Disney-produktioner där en mänsklig figur förekommer.

## Rollista
- Kenny Baker – sjungande berättare
- Jessica Dragonette – Persefone (vårens gudinna)
- Tudor Williams – Pluton[5]